# Перегиняк, Григорий
Григорий Перегиняк (укр. Григорій Перегіняк; псевдонимы — «Долбёжка», «Коробка»; 8 января 1908 — 22 февраля 1943) — украинский националистический деятель периода Второй Мировой войны, известен как односельчанин Степана Бандеры. Старшина Украинской повстанческой армии, командир первой сотни УПА на Волыни. Часто ошибочно именуется Иваном, а фамилию неправильно пишут с буквой «Й» — «Перегийняк».

## Биография
Родился 8 января 1908 в селе Старый Угринов. Выходец из крестьянской семьи. Из-за смерти отца должен был идти работать, не получив среднего образования. С юных лет симпатизировал украинским националистическим идеям.
В октябре 1935 г. по приказу ОУН совершил убийство местного сельского старосты, обвиненного в сотрудничестве с польской полицией, за что был приговорен к пожизненному заключению. Содержался в тюрьме «Святой крест». Там он познакомился со Степаном Бандерой. Перегиняк посещал организованные им курсы самообразования, где усвоил материал средней школы..
После краха Польши в сентябре 1939 выбрался из тюрьмы. До июня 1941 проживал в Кракове, активно действуя в рядах оуновцев. После раскола организации стал на сторону Бандеры. Он служил в Werkschutz (охране предприятий) в Стараховицах, закончил три военных курса ОУН в абверовских лагерях: рекрутский, подстаршинский и офицерский.
После начала Германо-советской войны в составе походных групп ОУН-Б попал на Волынь. Там его назначили заместителем руководителя Сарненского округа по организационным делам. Вступил в ряды вспомогательной полиции («Schutzmannschaft»).
Осенью 1942 года Перегиняк дезертировал из полиции, присоединившись к подполью ОУН на Волыни. По приказу Ивана Литвинчука он на рубеже 1942/43 годов формировал первую сотню УПА в Сарненском районе, на хуторе Поляна возле села Кричильск. Это подразделение сформировалось, видимо, вследствие объединения нескольких групп сельской самообороны, так называемых кустовых отделов (СКВ).

### Бой у Владимирца
В ночь с 7 на 8 февраля сотня Перегиняка совершила нападение на немецкий полицейский участок во Владимирце, котором служило, скорее всего, от нескольких до десятка жандармов (немцев и казаков).
Непосредственной причиной нападения на посёлок было ранение и арест немцами члена ОУН-Б «Дибровы», которого содержали во Владимирце. Когда данные об этом попали к местному руководству ОУН, то на совещании под руководством «Дубового» было принято решение напасть на отделение шуцполиции и освободить арестованного.
В ходе боя повстанцы взяли здание. Было захвачено 20 карабинов, 65 кос, амуницию. Также нападению подверглось здание, в котором квартировались «казаки».
Украинские националистические историки преувеличивают количество полицейских, защищающих пост. Например, Пётр Мирчук указывает что в перестрелке с сотней Перегиняка погибли 63 жандарма, а 19 были захвачены в плен. Польские историки Владислав и Ева Семашко предоставили информацию о 4 полицейских, убитых во время боя и 6 пленниках, которые вскоре после допроса были зарублены топорами.

### Трагедия в Паросле
Польский историк Гжегож Мотыка утверждает, что 9 февраля 1943 отряд Перегиняка истребил польское население в селе Паросля. Судя по его описанию, националисты после боя во Владимирце зашли под видом советских партизан в деревню и потребовали от местных поляков помощи. Поев в крестьянских семьях, бойцы отряда собрали поляков в одно место и зарубили топорами 173 человека.
Однако, это утверждение оспаривают украинские историки, которые указывали на то, что Мотыка пользовался неподтвержденными данными (слухами). Также боец сотни Александр Шмалюх (род. 1925; «Качан», «Грушка») отрицает причастность сотни к нападению на Парослю. По его словам, после нападения на Владимирец сотня шла от села к селу по направлению к Высоцку и в это время не было никаких боев, кроме короткой перестрелки с советскими партизанами в с. Золотое, что обошлось без жертв с обеих сторон. Украинские историки сходятся во мнении, что Паросля — дело рук уголовной банды или немецкая провокация. Резня в Паросле в польской историографии считается началом Волынской резни.
20 февраля сотня Перегиняка напала на лагерь советских партизан около села Замороченье. Уповцы, по собственным данным, убили пятнадцать партизан, сожгли три барака, захватили лошадей, еду и запасы бумаги, при этом сами не имели потерь.

## Обстоятельства гибели
Погиб 22 февраля 1943 года в селе Высоцк на Волыни. Украинские националистические источники указывают на то, что он умер во время атаки на немецкий гарнизон, потери противника во время атаки на Высоцк составили 20 человек, потери УПА — 2 человека, в их числе был и Перегиняк. После прибытия к противнику подкрепления в количестве около 350 человек отдел УПА отступил в лес.
Польский историк Гжегож Мотыка приводит несколько иную версию гибели Перегиняка, в которой упоминаются лишь 5 погибших немцев в бою. Согласно версии Мотыки отряд Перегиняка отдыхал на хуторе Бродец, близ Высоцка, когда на него напали немцы. После короткой перестрелки отряд отошёл в лес. Сам Перегиняк в это время находился в другом селе, откуда, услышав стрельбу, немедленно прискакал на лошади на хутор, где его отряда уже не было и сразу погиб. С ним также погибла санитарка УПА, успевшая перед гибелью поразить трёх бойцов противника гранатой и двоих — огнём из пистолета. При этом погребение Перегиняка датировано 9 апреля 1943 года в воспоминаниях одного из бойцов УПА из отряда Перегиняка — Фёдора Кондрата, на которые ссылается Мотыка.
Могила находится в дубовом урочище между хутором Бродец и селом Вербовка Дубровицкого района Ровенской области. В 1944—1945 годах одна из рот в полку «Дорош» ВО 44 называлась «именем Коробки».
В 2013 году в украинских СМИ разгорелся скандал в связи с удалением из украиноязычного раздела Википедии семи статей о вооружённых столкновениях боевиков УПА с немецкими войсками, в том числе и статьи о бое близ Высоцка в феврале 1943 года. Как выяснилось, содержание удалённых статей в действительности легло в основу вновь созданной статьи Борьба УПА против немецких окупантов, составленной из примеров таких боестолкновений.